# Kameleon wzorzysty
Kameleon wzorzysty (Furcifer lateralis) – gatunek gada z rodziny kameleonowatych (Chamaeleonidae) występujący we wschodniej części Madagaskaru. Na terenach występowania jest zwierzęciem pospolitym.

## Biotop
Żyje w zaroślach i na niewielkich drzewach, na wysokości 600–1200 m n.p.m. Nie przeszkadza mu obecność ludzi, chętnie zamieszkuje przydomowe ogrody.

## Wygląd
Długość ciała 17–25 cm. Występuje dymorfizm płciowy. Samce są zazwyczaj zielone, z białym pasem pośrodku ciała i ciemno nakrapianym grzbietem i ogonem. Samice są  brązowe z ciemnymi plamami, żółtymi lub białymi obwódkami wokół oczu i pomarańczowym pasem na grzbiecie. Jak inne kameleony, ten gatunek potrafi zmieniać barwę ciała w zależności od nastroju i otoczenia.

## Tryb życia
Dzienny tryb życia. Noc spędzają zawsze na tej samej gałęzi. Ranem przybierają ciemne barwy i wygrzewają się w słońcu. Gdy już się nagrzeją, resztę dnia spędzają na łowach. Samce są bardzo terytorialne i agresywnie bronią swego terenu. Tolerują jedynie płodne samice. Żywią się głównie owadami – muchami, świerszczami, larwami. Zjadają także małe jaszczurki, a w niewoli również nowo narodzone gryzonie. Ofiary łapią za pomocą lepkiego języka długości połowy ciała gada.

## Rozmnażanie
Kameleony wzorzyste zaczynają się rozmnażać w trzecim miesiącu życia. Samice składają 8–23 jaj i zakopują je w zagłębieniu w ziemi. Jedna samica może mieć 3 mioty rocznie. Młode wykluwają się po 6 miesiącach. Żyje ok. 3 lat.

## Kontakty z ludźmi
Kameleon wzorzysty często mieszka w pobliżu siedzib ludzkich. Jest także popularnym zwierzęciem domowym.